# Пентеконтера

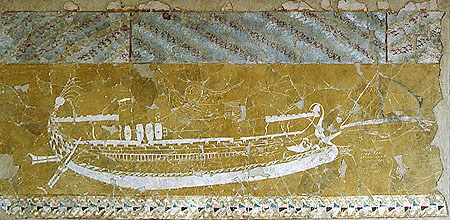
Зображення пентеконтери з Німфея, Боспорське царство

Пентеко́нтера, пентеко́нтор (дав.-гр. πεντηκόντορος, дос. «п'ятдесятивесельник») — одноярусне гребне судно з п'ятидесятьма веслами. Основний тип кораблів Давньої Греції передкласичного та ранньокласичного періодів. Однак завдяки простоті, швидкості та повороткості пентеконтери використовувалися як допоміжні військові кораблі протягом усієї античності.
Точні розміри пентеконтер невідомі, оскільки жодна з них не збереглася цілком. Однак розміри можна визначити приблизно. Відомо, що в пентеконтери було по 25 весел з кожного боку, враховуючи анатомію та розміри людського тіла відстань між веслами має складати біля метра, тобто лише для розміщення гребців потрібно близько 25 метрів борту. Окрім того ще кілька метрів було від першого та останнього весла до кінця носа чи корми відповідно. З подібних роздумів випливає, що довжина пентеконтери становила близько 30 метрів. Ширина пентеконтери також невідома, але певно становила близько 4 метрів.
Більшість пентеконтер були безпалубними кораблями (афракта), однак часом траплялися і палубні кораблі (катафракта).
Первісно пентеконтера не була спеціальним військовим кораблем — це скоріше був швидкісний транспорт для перевезення військ. На веслах сиділи звичайні воїни. У Греції з її незчисленними островами та порізаними берегами море завжди було головною дорогою. Однак пізніше пентеконтери стали використовуватися не лише для перевезення військ, але й для власне морського бою, про що свідчить поява на них таранів.